# 1999년 부천국제판타스틱영화제
제3회 부천국제판타스틱영화제는 1999년 7월에 개최된 영화제이다. 부천시민회관 대강당, 부천시청 대강당, 복사골문화센터 아트홀, 소사구청 소향관에서 개최되었다.

## 수상 및 후보

### 심사위원상(단편)
- 당신이 주인공인 영화 - 파스칼 록뜨르 수상

### 관객상(단편)
- 어느날 한 남자가 집을 샀다 - 피요트르 사페긴 수상

### 대상(단편)
- 2+1 휴먼 에러 2+1 - 크리스티앙 브와슬리보 수상

### 베스트 오브 부천
- 시암 선셋 - 존 폴슨 수상

### 부천 초이스(장편)
- 당신의 다리 사이 - 마누엘 고메즈 페레이라
- 베이비 - 크리스틴 파커
- 블레어 윗치 - 에두아르도 산체스 외 1명
- 슬립워커 - 페르난도 스핀너
- 시암 선셋 - 존 폴슨
- 큐브 - 빈센조 나탈리
- 프로제니 - 브라이언 유즈나
- 프로즌 - 다니엘 젤릭 버크

### 판타스틱 단편 걸작선
- 고릴라는 통화중 - 마리코 카르코넨 외 1명
- 고우너 - 페터 가보스
- 금붕어 밥티스트 - 이브 깡뜨렌
- 굿모닝, 독일 - 아이쿳 카야식
- 길위로 흐르는 시간 - 박상태
- 꼬꼬마 오토 Otto - 요나 오델 외 1명
- 나무의 신나는 삶 - 빌 플림튼
- 눈에는 눈 - 에밀 스탱 런드
- 당신이 주인공인 영화 - 파스칼 록테르
- 대낮 - 마이트 라스
- 도서관 - 저스틴 가스께
- 두더지와 요정 - 저스틴 가스께
- 랫 레이스 - 발렌틴 히츠
- 로스 탁시오스 - 라스 다무아조
- 루벤 - 그랜트 바비토
- 마지막 발명품 - 롤로 자자르
- 맥도날드 대소동 - 매튜 로스 외 1명
- 모어 - 마크 오스본
- 모어 섹스 앤 바이올런스 - 빌 플림튼
- 미로 - 크리스티앙 볼크만
- 바퀴벌레의 밤 - 쟈크 동쟝
- 버뮤다 - 우로 피코브
- 베어 - 힐러리 오더스
- 비너스 블루 - 길리안 앤더슨
- 사돈괴담 - 기욤 툰지니
- 서프라이즈 시네마 - 빌 플림튼
- 선택된 그녀 - 로랑 베이리오
- 섹스 앤 바이올런스 - 빌 플림튼
- 수호천사 - 쟈끄 에르베 피셰
- 아더 - 기욘 르로이

### 악몽에 대한 단상
- 이반 카르도소
- 야상곡 - 페르닐라 힌세펠트
- 어느 날 한 남자가 집을 샀다 - 피요트르 사페긴
- 어느 화가의 탄생과 죽음 - 애플 쿠엔
- 영영 - 김대현
- 영원히 - 파벨 고우데키 외 1명
- 온 엣지 - 프레이져 리
- 요나와 고래 - 리비우즈 기율레이
- 작은 시인 - 마이크 부스
- 차이니스 푸드 앤 도넛츠 - 서니 리
- 카르마의 법칙 - 송의헌
- 카우보이와 발레리나 - 마크 조셉 이샴
- 태양은 노란 기린 - 안토니아 링봄 외 1명
- 펭귄이 적도로 간 까닭은 - 프리데릭 기욤 외 1명
- 푸른 기사 - 베르트랑 망디코

### 월드 판타스틱 시네마
- 걸 - 조나단 칸
- 나이트 타임 - 페테르 프라츠셔
- 날으는 소년 아벨 - 벤 솜보가트
- 도미에 - 오이카와 아타루
- 잭의 이혼 - 데이빗 카프리
- 레아 - 이반 필라
- 멜 - 조이 트라볼타
- 문어 - 기욤 니클루
- 미드나잇 클라운 - 진 펠러린
- 바그너 - 선타이
- 버팔로 66 - 빈센트 갈로
- 벨벳 골드마인 - 토드 헤인즈
- 블링키 - 요람 그로스
- 소사이어티 - 브라이언 유즈나
- 숨이 막힐만한 긴 키스 - 김태관
- 스윙 - 닉 메드
- 스칼렛 스콜피온 - 이반 카르도소
- 스트링거 - 클라우스 비더만
- 아이 스탠드 얼로운 - 가스파 노에
- 스케이트장 - 장 필립 뚜생
- 애 - 이두용
- 어플릭션 - 폴 슈레이더
- 옥시즌 - 리처드 쉐퍼드
- 이레이저블 유 - 해리 브롬리 대번포트
- 일본제 소년 - 오이카와 아타루
- 종종 - 로렌트 부닉
- 캐니벌스 - 해리 브롬리 대번포트
- 키스드 - 린 스톱케윅
- 토미와 레비 - 라이모 오 니에미
- 하나코 - 츠츠미 유키히코
- 하트 - 찰스 맥더갤
- 호기심과 고양이 - 크리스티앙 알바트

### 특별전
- 간첩 리철진 - 장진
- 건축무한육면각체의 비밀 - 유상욱
- 내마음의 풍금 - 이영재
- 노랑머리 - 김유민
- 닥터K - 곽경택
- 링 - 김동빈
- 미술관옆 동물원 - 이정향
- 은행나무침대 - 강제규
- 정사 - 이재용
- 파란대문 - 김기덕

### 회고전
- 중세에서 온 사람들 - 빈센트 워드
- 운명의 교차로 - 존 데이
- 저주의 섬 - 존 레잉
- 잭 비 님블 - 가스 맥스웰
- 조용한 지구 - 제프 머피